# Claude Martin (acteur)
Pour les articles homonymes, voir Martin et Claude Martin.
Claude-Louis-René Rollin Roth Le Gentil, connu sous le nom de scène Claude Martin, né le 21 septembre 1912 à Paris et mort le 7 juin 1964 dans la même ville, est un acteur, metteur en scène et scénariste français.

## Biographie
Claude Rollin est le fils d’Ernest Rollin, chimiste, et de Suzanne Lucie Salard. En 1929, après le décès de son père, il est adopté par Joseph Edmond Xavier Théodore Roth Le Gentil.
Ayant opté pour une carrière dans le théâtre, il suit les cours d'art dramatique chez Charles Dullin.
Pendant l'Occupation, il participe à la Résistance et adhère au Parti communiste.
En 1946, il crée avec Jean-Louis Barrault, Roger Blin, André Clavé, Marie-Hélène Dasté et Jean Vilar l’Éducation Par le Jeu Dramatique (EPJD).
À la fin des années 1940, il fonde la troupe des « Pavés de Paris » qui sillonne la France avec un spectacle qu'il a écrit avec Henri Delmas, Drame à Toulon - Henri Martin. La pièce relate la vie et le procès de Henri Martin, marin opposé à la guerre d'Indochine et condamné à cinq années de réclusion pour participation à une « entreprise de démoralisation de l'armée et de la nation,,». Antoine Vitez, Charles Denner, René-Louis Lafforgue, José Valverde et Paul Préboist sont quelques-uns des comédiens de la troupe. Les représentations sont interdites par plusieurs préfets et maires. Mais la censure est souvent déjouée et la pièce est jouée plus de trois cents fois.
Claude Martin est le père de Jean Rollin.
Il meurt à cinquante-et-un ans d’une crise cardiaque et est inhumé au cimetière de Saint-Denis.

## Théâtre

### Comédien
- 1938 : Pasiphaé, de Henry de Montherlant, mise en scène Sylvain Itkine
- 1944 : Un voyage dans la nuit, de Sigurd Christiansen, mise en scène Jean Vilar
- 1944 : Cinna, de Pierre Corneille, mise en scène Pierre Bertin
- 1948 : Montserrat, d’Emmanuel Roblès, mise en scène Vanderic
- 1949 : Un homme de Dieu, de Gabriel Marcel, mise en scène François Darbon
- 1950 : Jeanne et les juges, de Thierry Maulnier, mise en scène Maurice Cazeneuve
- 1957 : La Réunion de famille, d'Edmond Tamiz, mise en scène Maurice Guillaud
- 1960 : Les Oiseaux, d'après Aristophane, mise en scène Guy Kayat
- 1962 : Bérénice, de Jean Racine, mise en scène Guy Suarès
- 1963 : Le Sorcier, de Christian Liger, mise en scène Marie-Claire Valène
- 1963 : Printemps 71, d’Arthur Adamov, mise en scène Claude Martin
- 1963 : La Veuve de tout le monde, de Jean-Claude Eger, mise en scène André Cellier

### Metteur en scène
- 1949 : Les Voyous de Robert Hossein
- 1956 : Le Square de Marguerite Duras
- 1963 : Printemps 71 d’Arthur Adamov

### Auteur
Avec Henri Delmas : Drame à Toulon - Henri Martin